# Казакова, Валентина Львовна
Валентина Львовна Казакова (род. 6 июля 1969, Тула) — российский государственный деятель, начальник Главного управления по вопросам миграции МВД России с 8 февраля 2019. Генерал-лейтенант полиции (2020).

## Биография
Родилась 6 июля 1969 в Туле.
В 1991 окончила Тульский государственный педагогический институт имени Л. Н. Толстого, в 2000 окончила Московский юридический институт МВД России.
В органах внутренних дел Российской Федерации с 1993.
- С 1995 по 2004 — работа в паспортно-визовой службе МВД России.
- С 2004 по 2007 — начальник Центра обращения граждан по паспортно-визовым вопросам ФМС России.
- С 2011 по 2016 — начальник Управления по вопросам гражданства ФМС России.
- C 26 августа 2016 по 8 февраля 2019 — заместитель начальника Главного управления по вопросам миграции МВД России[2][3].

Указом Президента Российской Федерации от 10 ноября 2017 присвоено специальное звание «генерал-майор полиции».
- С 8 февраля 2019 — начальник Главного управления по вопросам миграции МВД России[5][3].

Указом Президента Российской Федерации от 20 февраля 2020 присвоено специальное звание «генерал-лейтенант полиции».

## Семья
Замужем, двое детей.

## Награды
- Медаль ордена «За заслуги перед Отечеством» II степени
- Орден Дружбы
- Медаль «За отличие в службе» I, II, III степеней (МВД России)
- Нагрудный знак МИД России «За вклад в международное сотрудничество» (МИД России)
- Медаль «За укрепление международного полицейского сотрудничества» (МВД России)
- Медаль «За вклад в развитие уголовно-исполнительной системы России» II степени (ФСИН России)
- Медаль «За взаимодействие» (Прокуратура России)

## Санкции
23 марта 2021 года внесена в санкционный список Украины как лицо курирующее сферу миграции. 24 февраля 2023 года, на фоне вторжения России на Украину, Госдепом США Казакова включена в санкционный список лиц причастных к «осуществлению российских операций и агрессии в отношении Украины, а также к незаконному управлению оккупированными украинскими территориями в интересах РФ», в частности за «выдачу паспортов Российской Федерации лицам на временно оккупированной Россией территории Украины».